# Antrax
 (avril 2024).
Si vous disposez d'ouvrages ou d'articles de référence ou si vous connaissez des sites web de qualité traitant du thème abordé ici, merci de compléter l'article en donnant les références utiles à sa vérifiabilité et en les liant à la section « Notes et références ».
Pour l’article ayant un titre homophone, voir Anthrax.
Antrax est un roman de médiéval-fantastique écrit en 2001 par Terry Brooks. Il s'agit du deuxième tome de la trilogie Le Voyage du Jerle Shannara.

## Résumé des trois premiers chapitres
4600 : La sorcière d'Ilse se rappelle le jour où à six ans elle a tout perdu. Le jour où son père Araden et sa mère Biornlief furent tués par des hommes en noir. Le jour où elle fut arrachée de ses hommes par le Morgawr. Plus tard, ce dernier lui raconta qu'il l'avait arrachée des griffes des métamorphes à la solde du druide Walker. Chassant ses pensées, la sorcière fait face au jeune Bek Rowe. Celui-ci lui explique qu'il est son frère. Elle ne veut pas le croire. Elle pense qu'il est un instrument du druide contre elle. Elle décide alors de l'éliminer mais le jeune homme est enlevé in extremis par le métamorphe Truls Rohk. La sorcière se tourne alors vers Ryer Ord Star son espionne à bord du "Jerle Shannara". Elle l'interroge mentalement pour savoir ce qu'il est advenu de la troupe du druide. Elle charge ses hommes de capturer les survivants pendant qu'elle part à la poursuite de Bek. Lors de leur fuite, le métamorphe révèle au jeune homme qu'en fait ce sont les hommes du Morgawr qui ont tué sa famille pour s'emparer de la sorcière d'Ilse…

## Personnages principaux
- Ryer Ord Star, voyante et empathe.
- Ahren Elessedil, frère cadet du roi des elfes.
- La sorcière d'Ilse, puissante rivale du druide Walker.
- Bek Rowe, frère de la sorcière d'Ilse.

## Éditions françaises
- 2009 : Antrax, éditions Bragelonne, traduction d'Emilie Gourdet (format livre).